# Alfonso Vegara Gómez
Alfonso Vegara, (Jacarilla, Alicante, 1955) es Doctor en Planificación Urbana y Regional, y posee titulaciones en Arquitectura, Economía y Sociología. Fue Presidente de ISOCARP –la Sociedad Internacional de Urbanistas– que cuenta con miembros en más de 70 países. Es Fellow y Trustee de las Eisenhower Fellowships, y desde 2005 ejerce como Cónsul General Honorario de Singapur en Madrid.
Ha sido profesor de Urbanismo en la Escuela Técnica Superior de Arquitectura de Madrid, la Universidad de Navarra y la Universidad CEU San Pablo. También fue profesor visitante en la Escuela de Diseño de la Universidad de Pensilvania y asesor del Politécnico de Zúrich (ETH Zurich).
Sus ideas y proyectos han sido difundidos en más de 30 libros y conferencias internacionales en Europa, Estados Unidos, América Latina, Asia, Australia y África. Sus trabajos han sido reconocidos con premios otorgados por Naciones Unidas, la Unión Europea, el Consejo Europeo de Urbanistas, colegios de arquitectos, asociaciones empresariales, ciudades y gobiernos nacionales. 
Actualmente lidera el desarrollo del Campus Tecnológico de Valdebebas para el Real Madrid, un ecosistema urbano de vanguardia que integrará empresas innovadoras, universidades y centros de investigación.
Alfonso Vegara es fundador y presidente honorario del Grupo METROPOLI (Fundación METROPOLI, METROPOLI Cities Lab and METROPOLI Urban Solutions), un centro internacional de excelencia dedicado a la investigación, el diseño y la innovación en ciudades de todo el mundo. 
Su trabajo se centra en promover el valor estratégico de las ciudades y sus oportunidades futuras en un mundo complejo e interrelacionado. Sus ideas están recogidas en los libros Territorios Inteligentes y Supercities. La Inteligencia del Territorio, este último galardonado con el premio “Gerd Albers” al mejor libro de 2016 por ISOCARP.

## Méritos y premios
Entre estos galardones destaca el “Premio Rey Jaime I”, concedido por el Rey de España por su contribución a los campos del urbanismo y la sostenibilidad. Ha recibido en tres ocasiones el “Premio Europeo de Urbanismo” por su trabajo en Euskal Hiria y por el diseño de la ecociudad de Sarriguren, en Navarra. En 2017, recibió el “Public Service Star Award” otorgado por el presidente de Singapur. 
Es miembro del jurado del “Lee Kuan Yew World City Prize” y actual presidente del jurado de los “Premios Europeos de Urbanismo y Planificación Regional”. Desde hace más de 15 años asesora al Gobierno de Singapur, así como a diversas ciudades del mundo, como Yokohama, Ciudad de México, Bilbao, Buenos Aires, Kuala Lumpur, São Paulo, Casablanca, Moscú y Medellín.
En 2016, culminaron el proyecto “Diamante Caribe de Colombia”, premiado en el Smart City Expo World Congress de Barcelona en 2015 como “Idea Innovadora del Año” y galardonado con el prestigioso “Global Award for Excellence 2017” por la Sociedad Internacional de Urbanistas (ISOCARP)
Más recientemente, en 2024, recibió el “Premio Pedro de Churruca” del Urban Land Institute (España) por su trayectoria profesional en el ámbito del urbanismo. Ese mismo año, la Fundación Metrópoli fue premiada en China por el proyecto “Bintan Eco Island”.

## Enlaces relacionados
- Fundación Metrópoli
- ISOCARP

- Datos: Q5667281